# Malat dehidrogenaza (NAD(P)+)
Malat dehidrogenaza (+) (EC 1.1.1.299, +-zavisnA malatna dehidrogenaza) je enzim sa sistematskim imenom (S)-malat:NAD(P)+ oksidoreduktaza. Ovaj enzim katalizuje sledeću hemijsku reakciju
()-malat + NAD(P)+ {\displaystyle \rightleftharpoons } oksaloacetat + NAD(P)H + H+
Ovaj enzim iz metanogene arheone Methanobakterija thermoautotrophicum katalizuje redukciju oksaloacetata. On može da koristi NAD+ i + sa sličnom specifičnom aktivnošću. 
On se razlikuje od EC 1.1.1.37 (malat dehidrogenaza (+)), EC 1.1.1.82 (malat dehidrogenaza (+)) i EC 1.1.5.4 (malat dehidrogenaza (hinon)).

## Literatura
- Nicholas C. Price; Lewis Stevens (1999). Fundamentals of Enzymology: The Cell and Molecular Biology of Catalytic Proteins (Third изд.). USA: Oxford University Press. ISBN 019850229X.
- Eric J. Toone (2006). Advances in Enzymology and Related Areas of Molecular Biology, Protein Evolution (Volume 75 изд.). Wiley-Interscience. ISBN 0471205036.
- Branden C; Tooze J. Introduction to Protein Structure. New York, NY: Garland Publishing. ISBN 0-8153-2305-0.
- Irwin H. Segel. Enzyme Kinetics: Behavior and Analysis of Rapid Equilibrium and Steady-State Enzyme Systems (Book 44 изд.). Wiley Classics Library. ISBN 0471303097.
- William P. Jencks (1987). Catalysis in Chemistry and Enzymology. Dover Publications. ISBN 0486654605.

## Spoljašnje veze
- Malate+dehydrogenase+(NAD(P)+) на 